# Parque de los doctores Dejérine
El parque de los doctores Dejérine es un parque ajardinado del XX Distrito de París.

## Descripción
Se trata de un amplio complejo de dotaciones deportivas, campos de hierba y pistas de tenis rodeadas de vegetación.

## Situación
Está localizado en del XX Distrito de París. Al este corre el cinturón periférico de París, al sur la rotonda de la Puerta de Montreuil, al oeste la rue des docteurs Dejérine y al norte la calle Lucien Lambeau.
Se localiza en las coordenadas: 48°51′21″N 2°24′46″E / 48.85583, 2.41278
 -  Línea 9 - Porte de Montreuil